# Monsieur Roux
Pour les articles homonymes, voir Roux.
Monsieur Roux, ou M. Roux, est un groupe de chanson française, originaire de Rennes, en Ille-et-Vilaine. Il s'agit d'un projet solo ou collaboratif mené par Erwan Roux, qui joue depuis 2004 en groupe et en solo. Il est originaire de la ville de Rennes, en Ille-et-Vilaine.

## Biographie

### Débuts (2004—2010)

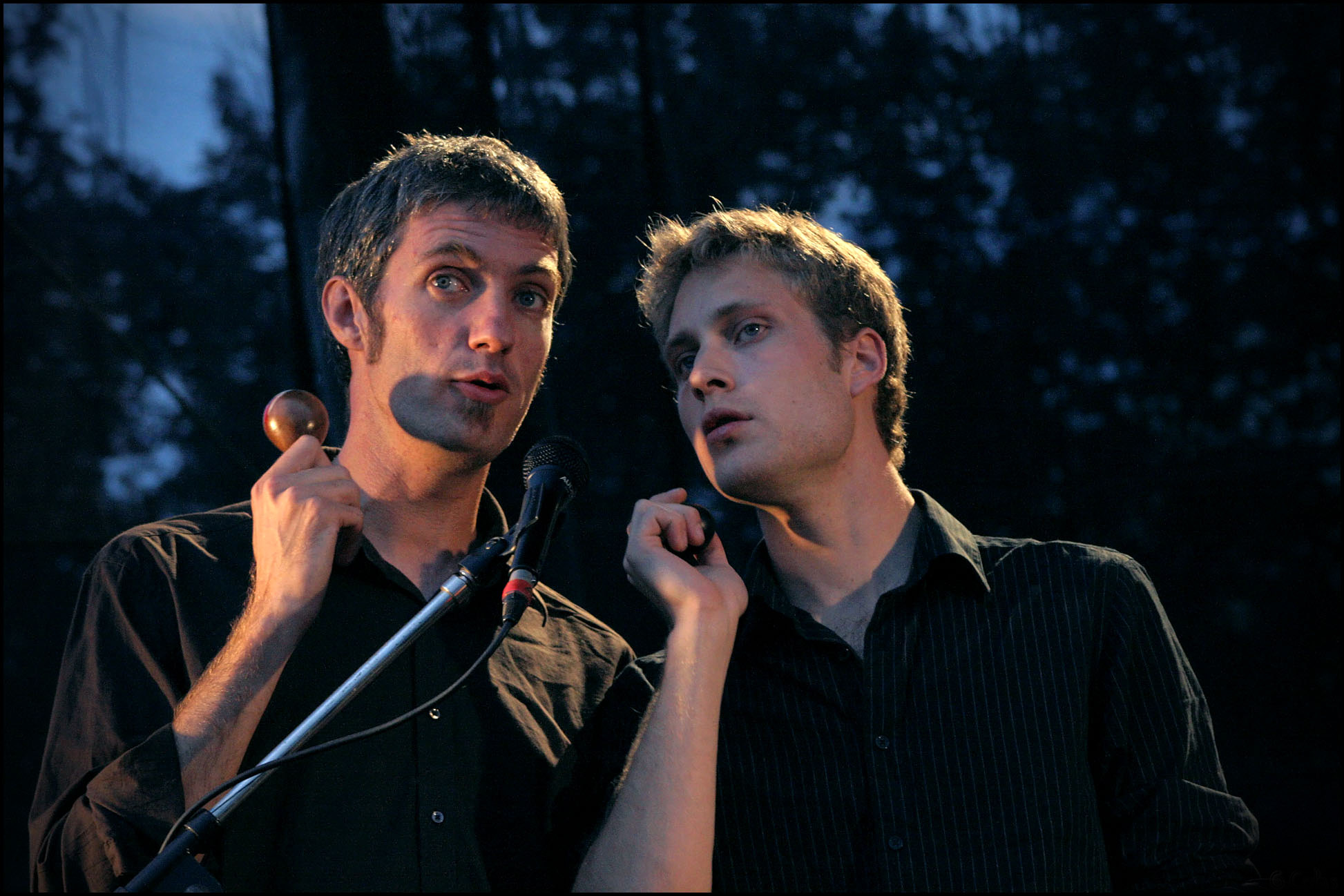
Concert à Nuits-Saint-Georges le 5 juillet 2007. À gauche Jauni Bernardo et à droite Brandon Michel.

C'est en 2004, dans les cafés concerts rennais que Monsieur Roux fait ses premiers pas devant le public. D'abord seul, puis rapidement rejoint par Brandon Michel à la contrebasse et Jauni Bernardo à la guitare. En 2005, le trio se rend à Laval, en Mayenne, enregistrer l'album Ah si j'étais grand et beau… dans le home studio de Romuald Gablin. Les 9 000 premiers tirages de l'album Ah si j'étais grand et beau… possèdent une piste cachée composée d'un pot-pourri de différents enregistrements sonores faits par Erwan Roux au Mali, au Maroc ainsi qu'à la Réunion, territoires dans lesquels ce dernier a écrit la plupart des morceaux.
Monsieur Roux et ses deux comparses se font alors vite repérer hors de la scène régionale bretonne. Ils décrochent une participation au festival des Francofolies en 2006, sont lauréats du Fair en 2007 et sont sélectionnés pour les Chroniques lycéennes 2007 de l’Académie Charles-Cros. Après avoir figuré sur diverses compilations, le trio signe sur le label Atmosphériques, puis Mercury Universal. L’album ressort ainsi en mars 2007, et est cette fois distribué dans tout le pays. Le groupe se fera alors connaître à l'échelle nationale, notamment avec le morceau Petit rasta que l'on entendra beaucoup sur les ondes françaises durant l'été 2007. La presse écrite s'intéressera aussi à cet album, avec des chroniques dans Le Monde ou encore Télérama. Il s'en vendra 45 000 exemplaires[réf. nécessaire].
En 2008, après trois ans de concerts totalisant 300 représentations en France mais aussi en Belgique, en Suisse, et au Québec, le trio se transforme en quartet avec l'arrivée d'un batteur. Le groupe part à Bruxelles, enregistrer un deuxième opus, baptisé Un été caniculaire, avec le réalisateur Bruno Green. L'album, qui marque un vrai tournant artistique, sort sur le label Mercury le 1er juin 2009, lundi de Pentecôte et surtout journée de solidarité envers les personnes âgées, créée à la suite de la canicule de 2003. Le groupe repart alors sur les routes pour une centaine de concerts entre juin 2009 et juillet 2011, qui les mèneront un peu partout en France et les pays frontaliers, ainsi qu'au Québec, pour deux concerts aux FrancoFolies de Montréal. On trouve sur cet album une chanson écrite avec Nicolas Jules (Monsieur Berger), ainsi qu'une première collaboration avec le chanteur québécois Sébastien Lacombe (3870 secondes).
En 2010, accompagné des chanteurs Alee et Pierre C, ils montent le collectif Le Bon, la brute et les truands, fondé sur un mélange des répertoires des trois artistes, qu'ils jouent occasionnellement lors de festivals ou de concerts associatifs[réf. souhaitée].

### Autres sorties (depuis 2011)
En 2012, le groupe accompagne sur scène le chanteur Pierre C à l'occasion de la sortie de son premier EP. Cette même année, Erwan Roux part en tournée solo pour une vingtaine de concerts en France, en Irlande, en Mauritanie, au Sénégal, au Québec ainsi qu'en Suisse et en Italie. Le troisième album L'Illégalité joyeuse sort en mars 2013. Il est de nouveau enregistré chez Romuald Gablin entre octobre 2010 et septembre 2012. Mixé par JB Bruhnes, cet album est plus doux et introspectif que les deux précédents. On y retrouve aussi des sonorités musiques du monde jusque-là inédites, ainsi que la participation d'un quatuor à cordes sur deux morceaux (J'habite une rue et Le Jour de gloire). En novembre 2014, une tournée intitulée Sans Frontières est organisé en France réunissant sur scène le Québécois Sébastien Lacombe, le Burkinabé Aboulaye Koné et Monsieur Roux. Ils sont aussi accompagné de Kevin Gravier (dit Brandon Michel) à la basse. En décembre 2014 sort l'album Chutes de studio et autres cascades,. Composé de nombreux morceaux enregistrés lors des diverses sessions de studio effectuées entre 2008 et 2014, cet album auto-produit est disponible uniquement en vente directe via le Bandcamp du groupe.
En janvier 2015, Monsieur Roux participe à la création d'un spectacle, Un jour de neige. Mêlant musique, danse et chansons, ce spectacle est composé autour des textes de deux auteures : Véronique Truffert et Babouillec, mère et fille et dont l'une est autiste. La chanson Récepteur CB1, tirée de ce spectacle, est enregistrée en décembre 2015 avec Juliette Divry au violoncelle. Damien Stein en réalisera le clip. En 2016, Monsieur Roux crée le groupe Coupe Colonel avec Romain Baousson à la batterie, Marine Quinson à la guitare, Bastien Bruneau Larche à la basse. Le groupe mélange textes en français, afrofunk, disco et sons garage. Quelques titres sont disponibles à l'écoute sur le Bandcamp du groupe. Le groupe enregistre en ce moment un album tout en continuant à faire des concerts à l'occasion.
Par la suite, Monsieur Roux tourne toujours en solo ou en duo avec le chanteur Boule avec lequel il a monté un spectacle Bicéphale dans lequel ils ré-interprètent les chansons de leurs répertoires respectifs. Il est aussi artiste associé au dispositif Francos Educs (organisé par le chantier des Francos) avec lequel il encadre des ateliers d'écriture.
Vers 2020, Erwan fait la rencontre de l'auteure Babouillec, avec qui il décide de collaborer pour la sortie de son cinquième album, Espèce en voie d'apparition, sorti la même année.

## Membres
- M. Roux (Erwan Roux) — chant, guitare acoustique, ukulélé, mandoline
- Brandon Michel (Kevin Gravier) — contrebasse, basse, chœurs
- Jauni Bernardo (Bertrand Thepaut) — guitares électrique et acoustique, banjo, harmonica
- Norman Beatman (Matthieu Lesiard) — batterie, percussions (depuis 2008)

## Discographie

### Singles et EP
- 2004 : Ah si j'étais grand et beau (CDr, EP)
- 2005 : Chansons méchantes mais où les gentils gagnent à la fin (CD, EP)
- 2007 : P'tite Pouff (CD, Single, Promo, Car)
- 2009 : Le Vote utile (CD, Single, Promo)

### Participations
- 2009 : Le Coup parfait : Erwan Roux en duo avec l'artiste suisse Marc Aymon sur l'album de ce dernier, Un amandier en hiver
- 2011 : Dessins d'enfant : Erwan Roux en duo avec le Ministère Magouille sur l'album Notoriété
- 2011 : Toucher le fond: Erwan Roux en duo avec les rappeurs marseillais Krysis Kls sur l'album Nous sommes ce que nous sommes
- 2012 : 3870 secondes : Erwan Roux a co-composé ce titre avec Sébastien Lacombe sur son album Territoires

## Récompenses et distinctions
- Lauréat du « FAIR » 2007
- Coup de cœur chanson de l'Académie Charles-Cros (Montauban 2007)
- 1er prix 2007 des chroniques lycéennes de l'Académie Charles-Cros[2]
- Sélection chroniques lycéennes Charles-Cros 2010